# 第62届戛纳电影节
第62屆坎城影展於2009年5月13日至5月24日在法國坎城節慶宮舉行。本屆評審團主席由法國女演員伊莎貝·雨蓓擔任。

## 評審團

### 正式競賽
- 伊莎貝·雨蓓：演員。（評審團主席）
- 艾希亞·阿基多：演員、導演。
- 努里·比格·錫蘭：導演、演員。
- 傑姆士·葛瑞：導演。
- 漢尼夫·庫雷什（英语：Hanif Kureishi）：編劇。
- 李滄東：導演。
- 舒淇：演員。
- 夏蜜拉·泰戈爾（英语：Sharmila Tagore）：演員。
- 羅蘋·萊特·潘：演員。

### 一種注目
- 保羅·索倫提諾：導演。（評審團主席）
- 烏瑪·達昆哈：記者、影展策劃。
- 茱莉·軋耶：演員。
- 皮爾斯·漢德林（英语：Piers Handling）：影展主席。
- 瑪莉·卡普拉（瑞典语：Marit Kapla）：記者、影展主席。

## 參展影片

### 開幕片
| 電影         | 原始語言 | 導演                    | 國家 | 備註     |
| ------------ | -------- | ----------------------- | ---- | -------- |
| 《沖天救兵》 |          | 彼特·達克特 鮑伯·彼得森 | 美国 | 非競賽片 |

### 閉幕片
| 電影               | 原始語言 | 導演    | 國家 | 備註     |
| ------------------ | -------- | ------- | ---- | -------- |
| 《時尚女王的秘密》 |          | 楊·高能 | 法國 | 非競賽片 |

### 正式競賽
以下電影參與角逐金棕櫚獎：
| 中文片名               | 原文片名                     | 導演            | 製作國                                    |
| ---------------------- | ---------------------------- | --------------- | ----------------------------------------- |
| 《破碎的擁抱》         | Los abrazos rotos            | 佩德羅·阿莫多瓦 | 西班牙                                    |
| 《發現心節奏》         | Fish Tank                    | 安德莉亞·阿諾德 | 英国                                      |
| 《大獄言家》           | Un prophète                  | 賈克·歐迪亞     | 法國、 義大利                             |
| 《墨索里尼的祕密戀人》 | Vincere                      | 馬可·貝羅奇奧   | 義大利、 法國                             |
| 《璀璨情詩》           | Bright Star                  | 珍·康萍         | 英国、 法國                               |
| 《東京之聲地圖》       | Mapa de los sonidos de Tokio | 伊莎貝拉·庫謝特 | 西班牙                                    |
| 《夢想高速公路》       | À l'origine                  | 札維耶·賈諾利   | 法國                                      |
| 《白色緞帶》           | Das weiße Band               | 麥可·漢內克     | 德国、 奥地利、 法國、 義大利             |
| 《胡士托風波》         | Taking Woodstock             | 李安            | 美国                                      |
| 《尋找艾瑞克》         | Looking for Eric             | 肯·洛區         | 英国、 法國、 比利时、 義大利、 西班牙    |
| 《春風沈醉的夜晚》     | 《春風沈醉的夜晚》           | 婁燁            | 香港、 法國、 中国                        |
| 《男孩看見血地獄》     | Kinatay                      | 布里蘭特·曼多薩 | 菲律賓                                    |
| 《嗑到荼蘼》           | Enter the Void               | 加斯帕·諾埃     | 法國、 德国、 義大利                      |
| 《蝙蝠：血色情慾》     | 박쥐                         | 朴贊郁          |                                           |
| 《野草》               | Les Herbes folles            | 亞倫·雷奈       | 法國                                      |
| 《韶光在此停駐》       | الزمن الباقي                 | 伊利亞·蘇萊曼   | 巴勒斯坦、 英国、 義大利、 比利时、 法國  |
| 《惡棍特工》           | Inglourious Basterds         | 昆汀·塔倫提諾   | 美国、 德国                               |
| 《撒旦的情與慾》       | Antichrist                   | 拉斯·馮·提爾    | 丹麦、 法國、 德国、 義大利、 波蘭、 瑞典 |
| 《復仇》               | 《復仇》                     | 杜琪峰          | 香港、 法國                               |
| 《臉》                 | Visage                       | 蔡明亮          | 臺灣、 法國、 比利时、 荷蘭               |

### 一種注目
以下電影參與角逐一種注目部分：
| 中文片名             | 原文片名                         | 導演                                                                                  | 製作國                          |
| -------------------- | -------------------------------- | ------------------------------------------------------------------------------------- | ------------------------------- |
| 《無人知曉的波斯貓》 | کسی از گربه های ایرانی خبر نداره | 巴曼·哥巴迪                                                                           | 伊朗                            |
| 《非常母親》         | 마더                             | 奉俊昊                                                                                |                                 |
| 《伊蓮》             | Irène                            | 亞倫·卡瓦利耶                                                                         | 法國                            |
| 《珍愛人生》         | Precious                         | 李·丹尼爾斯                                                                           | 美国                            |
| 《明天一早就開始》   | Demain dès l'aube                | 丹尼斯·德古                                                                           | 法國                            |
| 《偏航》             | À Deriva                         | 海托爾·達利亞                                                                         | 巴西                            |
| 《風的旅程》         | Los viajes del viento            | 希羅·蓋拉                                                                             | 哥伦比亚、 阿根廷、 德国、 荷蘭 |
| 《我孩子們的爸爸》   | Le père de mes enfants           | 米雅·韓桑-露芙                                                                        | 法國                            |
| 《黃金年代狂想曲》   | Amintiri din epoca de aur        | 漢諾·荷費爾 拉茲萬·馬庫勒斯庫（Răzvan Mărculescu） 克里斯汀·穆基 康斯坦汀·波佩斯庫 伊歐娜·尤里卡洛（Ioana Uricaru） | 羅馬尼亞                        |
| 《黑暗中的故事》     | Сказка про темноту               | 尼可萊·侯麥利基                                                                       | 俄羅斯                          |
| 《空氣人形》         | 空気人形                         | 是枝裕和                                                                              | 日本                            |
| 《非普通教慾》       | Κυνόδοντας                       | 尤格·藍西莫                                                                           | 希腊                            |
| 《沙皇》             | Царь                             | 巴維·隆金                                                                             | 俄羅斯                          |
| 《獨立幻夢》         | Independencia                    | 拉亞·馬丁                                                                             | 菲律賓                          |
| 《警察，形容詞》     | Politist, Adjectiv               | 柯內流·波蘭波宇                                                                       | 羅馬尼亞                        |
| 《美少女》           | นางไม้                            | 彭力·雲坦拿域安                                                                       | 泰國                            |
| 《罪美女人》         | Morrer Como Um Homem             | 朱奧·佩德洛·羅德利蓋斯                                                                | 葡萄牙                          |
| 《雙眼睜大大》       | עיניים פקוחות                    | 海姆·塔巴克曼                                                                         | 以色列                          |
| 《參孫和達利拉》     | Samson & Delilah                 | 沃里克·桑頓                                                                           |                                 |
| 《沈默部隊》         | Wit Licht                        | 尚恩·范·德費爾德                                                                      | 荷蘭                            |

## 得獎名單

### 正式競賽單元
- 金棕櫚獎：《白色緞帶》 － 麥可·漢內克
- 評審團大獎：《大獄言家》－ 賈克·歐迪亞
- 最佳導演獎：布里蘭特·曼多薩 － 《男孩看見血地獄》
- 最佳劇本獎：梅峰 －《春風沈醉的夜晚》
- 最佳女演員獎：夏綠蒂·甘絲柏 － 《撒旦的情與慾》
- 最佳男演員獎：克里斯多福·華茲 － 《惡棍特工》
- 評審團獎：
  - 《發現心節奏》－ 安德莉亞·阿諾德
  - 《蝙蝠：血色情慾》－ 朴贊郁

### 一種注目單元
- 最佳影片：《非普通教慾》－ 尤格·藍西莫
- 評審團獎：《警察，形容詞（羅馬尼亞語：Polițist, adjectiv）》－ 柯內流·波蘭波宇
- 評審團特別獎：
  - 《無人知曉的波斯貓（波斯語：کسی از گربه‌های ایرانی خبر نداره）》－ 巴曼·哥巴迪（波斯語：بهمن قبادی）
  - 《我孩子們的爸爸（法语：Le père de mes enfants）》－ 米雅·韓桑-露芙

### 金攝影機獎
- 金攝影機獎：《山姆森和黛莉拉（英语：Samson and Delilah）》－沃里克·桑頓（英语：Warwick Thornton）

### 會外獎項
- 費比西獎：
  - 正式競賽單元：《白色緞帶》 － 麥可·漢內克
  - 一種注目單元：《警察，形容詞（羅馬尼亞語：Polițist, adjectiv）》－ 柯內流·波蘭波宇
  - 導演雙週單元：《樂透美國夢（英语：Amreeka）》－ 雪梨·道比什（英语：Cherien Dabis）

## 外部連結
- 康城影展官方網站 （页面存档备份，存于）